# Zach Garrett
Zach Garrett (n. 8 aprilie 1995, Wellington⁠(d), Missouri, SUA) este un arcaș ce a reprezentat Statele Unite ale Americii, medaliat olimpic. A participat la o ediție a Jocurilor Olimpice (2016) în care a câștigat o medalie de argint.

## Participări
Lista de mai jos prezintă principalele competiții la care a participat Zach Garrett de-a lungul carierei.
- Tiro com arco nos Jogos Olímpicos de Verão de 2016 - Equipes masculinas[*]